# Drew Peterson
Pour les articles homonymes, voir Peterson.
Drew B. Peterson, né le 9 novembre 1999 à Libertyville dans l'Illinois, est un joueur américain de basket-ball évoluant aux postes d'ailier et ailier fort. Il mesure 2,02 m.

## Biographie

### Carrière professionnelle

#### Celtics de Boston (2023-2025)
En décembre 2023, il signe un contrat two-way avec les Celtics de Boston.

#### Hornets de Charlotte (depuis 2025)
En juillet 2025, il rebondit aux Hornets de Charlotte, toujours via un contrat two-way.

## Palmarès
- Champion NBA en 2024 avec les Celtics de Boston.

## Statistiques

### Universitaires
Les statistiques de Drew Peterson en matchs universitaires sont les suivantes :
| Saison    | Équipe   | Matchs | Titul. | Min./m | % Tir | % 3pts | % LF  | Rbds/m. | Pass/m. | Int/m. | Ctr/m. | Pts/m. |
| --------- | -------- | ------ | ------ | ------ | ----- | ------ | ----- | ------- | ------- | ------ | ------ | ------ |
| 2018-2019 | Rice     | 32     | 23     | 19,8   | 0,340 | 0,298  | 0,756 | 3,3     | 1,5     | 0,4    | 0,1    | 5,0    |
| 2019-2020 | Rice     | 32     | 31     | 32,2   | 0,411 | 0,328  | 0,824 | 6,5     | 3,5     | 1,0    | 0,4    | 11,1   |
| 2020-2021 | USC      | 33     | 30     | 28,7   | 0,424 | 0,385  | 0,701 | 5,0     | 2,7     | 0,6    | 0,3    | 9,8    |
| 2021-2022 | USC      | 34     | 34     | 33,0   | 0,467 | 0,412  | 0,717 | 6,2     | 3,3     | 0,7    | 0,8    | 12,4   |
| 2022-2023 | USC      | 33     | 33     | 35,9   | 0,442 | 0,358  | 0,752 | 6,2     | 4,3     | 1,1    | 0,8    | 13,9   |
| Carrière  | Carrière | 164    | 151    | 30,0   | 0,427 | 0,358  | 0,749 | 5,5     | 3,1     | 0,8    | 0,5    | 10,5   |

## Palmarès et distinctions personnelles
- 2× First-team All-Pac-12 (2022, 2023)